# غلامحسین ملک
غلام‌حسین ملک از سیاستمداران ایرانی بود، که در دوره‌های  ششم،  هشتم، دهم و یازدهم   بعنوان نماینده شیراز در مجلس شورای ملی حضور داشت.